# 中島ファランパリス
中島 ファラン パリス（なかじま ファラン パリス、1989年8月11日 - ）は日本出身の元サッカー選手。ポジションはDF。同じくプロサッカー選手である中島ファラン一生は兄である。

## 来歴
父親がイギリス人で母親が日本人のハーフであり、日本とカナダの二重国籍。横浜F・マリノスユース出身であり、在籍中はサテライトリーグの試合にも出場。またユースでは金井貢史と同期で、現在も日本滞在時には食事に行く仲である。
2011年2月にはジェフユナイテッド市原・千葉の練習生として参加するも入団には至らなかった。
2014年、東京23FCに加入。シーズン終了後に退団した。

## 所属クラブ
- 200?年-2006年  横浜F・マリノスユース
- 2007年-2009年  ネストベBK
- 2009年-2010年  ACホーセンス
- 2011年  南華足球隊
- 2012年  CEエウロパ
- 2013年  デッツォーラ島根
- 2014年  東京23FC

## 個人成績
| 国内大会個人成績 | 国内大会個人成績 | 国内大会個人成績 | 国内大会個人成績 | 国内大会個人成績 | 国内大会個人成績 | 国内大会個人成績 | 国内大会個人成績 | 国内大会個人成績 | 国内大会個人成績 | 国内大会個人成績 | 国内大会個人成績 |
| 年度             | クラブ           | 背番号           | リーグ           | リーグ戦         | リーグ戦         | リーグ杯         | リーグ杯         | オープン杯       | オープン杯       | 期間通算         | 期間通算         |
| 年度             | クラブ           | 背番号           | リーグ           | 出場             | 得点             | 出場             | 得点             | 出場             | 得点             | 出場             | 得点             |
| 日本             | 日本             | 日本             | 日本             | リーグ戦         | リーグ戦         | リーグ杯         | リーグ杯         | 天皇杯           | 天皇杯           | 期間通算         | 期間通算         |
| ---------------- | ---------------- | ---------------- | ---------------- | ---------------- | ---------------- | ---------------- | ---------------- | ---------------- | ---------------- | ---------------- | ---------------- |
| 2013             | 島根             | 22               | 中国             | 2                | 0                | -                | -                | 1                | 0                | 3                | 0                |
| 2014             | 東京23           | 24               | 関東1部          |                  |                  | -                | -                |                  |                  |                  |                  |
| 通算             | 日本             | 日本             | 中国             | 2                | 0                | -                | -                | 1                | 0                | 3                | 0                |
| 通算             | 日本             | 日本             | 関東1部          |                  |                  | -                | -                |                  |                  |                  |                  |
| 総通算           |                  |                  |                  |                  |                  |                  |                  |                  |                  |                  |                  |